# Открытый чемпионат Уинстон-Сейлема по теннису 2011
Открытый чемпионат Уинстон-Сейлема по теннису 2011 года — профессиональный теннисный турнир, впервые проводившийся в Уинстон-Сейлеме, США на хардовых кортах. Турнир имеет категорию ATP 250 и входит в цикл турниров US Open Series. Соревнования были проведены с 22 по 27 августа.

## US Open Series
К завершающей соревновательной неделе борьба за бонусные призовые выглядела следующим образом:
| Место | Игрок          | Турниров 1 | Побед | Очков |
| ----- | -------------- | ---------- | ----- | ----- |
| 1     | Марди Фиш      | 4          | 1     | 230   |
| 2     | Новак Джокович | 2          | 1     | 170   |
| 3     | Энди Маррей    | 1          | 1     | 100   |
| 4     | Гаэль Монфис   | 3          | —     | 95    |
| 5-6   | Радек Штепанек | 2          | 1     | 85    |
| 5-6   | Эрнест Гулбис  | 2          | 1     | 85    |
| 7-8   | Джон Изнер     | 2          | —     | 70    |
| 7-8   | Томаш Бердых   | 2          | —     | 70    |

* — Золотым цветом выделены участники турнира.
1 — Количество турниров серии, в которых данный участник достиг четвертьфинала и выше (ATP 250/500) или 1/8 финала и выше (ATP 1000)

## Соревнования

### Одиночный турнир
Джон Изнер обыграл  Жюльена Беннето со счётом 4-6, 6-3, 6-4.
- Джон Изнер выигрывает свой 2й титул в сезоне и 3й за карьеру в основном туре ассоциации.
- Жюльен Беннето уступает все свои пять финалов на соревнованиях основного тура ассоциации за карьеру.

### Парный турнир
Энди Рам /  Йонатан Эрлих обыграли  Кристофера Каса /  Александра Пейю со счётом 7-62, 6-4.
- Йонатан Эрлих выигрывает свой 2й титул в сезоне и 16й за карьеру на соревнованиях основного тура ассоциации.
- Энди Рам выигрывает свой 2й титул в сезоне и 18й за карьеру на соревнованиях основного тура ассоциации.